# Pales blondeli
Pales blondeli är en tvåvingeart som beskrevs av Robineau-desvoidy 1830. Pales blondeli ingår i släktet Pales och familjen parasitflugor.
Artens utbredningsområde är Frankrike. Inga underarter finns listade i Catalogue of Life.